# Clarkia lassenensis
Clarkia lassenensis är en dunörtsväxtart som först beskrevs av Alice Eastwood, och fick sitt nu gällande namn av H. och M. Lewis. Clarkia lassenensis ingår i släktet clarkior, och familjen dunörtsväxter. Inga underarter finns listade i Catalogue of Life.